# ポールディング郡 (ジョージア州)
ポールディング郡（英: Paulding County）は、アメリカ合衆国ジョージア州の郡である。人口は16万8661人（2020年）。郡庁所在地はダラスであり、同郡で人口最大の都市である。
ポールディング郡はアトランタ都市圏（正確にはアトランタ・サンディスプリングス・マリエッタ大都市統計地域）に属している。アメリカ合衆国下院議員の選挙ではジョージア州第14選挙区に属している。

## 歴史
ポールディング郡は1832年12月3日に、ジョージア州議会の法によって、チェロキー郡から分離して設立された。1851年、郡域からポーク郡が作られた。1832年から1874年の間に、他にも郡域の一部がキャンベル郡、キャロル郡、コブ郡、ダグラス郡、ハラルソン郡に譲渡された。1850年から1874年に掛けては、キャロル郡、コブ郡、ダグラス郡、ポーク郡の一部を併合して大きくなった。
郡名は、アメリカ独立戦争の1780年に、イギリス人スパイのジョン・アンドレ少佐を捕まえて有名になったジョン・ポールディング（1758年10月16日-1818年2月18日）に因んで名付けられた。アンドレは捕まった時にベネディクト・アーノルドからの秘密文書を携行していた。

## 地理
アメリカ合衆国国勢調査局に拠れば、郡域全面積は315.06平方マイル (816.0 km2)であり、このうち陸地313.43平方マイル (811.8 km2)、水域は1.63平方マイル (4.2 km2)で水域率は0.52%である。

### 河川
タラプーサ川が郡内を水源にしている。

### 主要高規格道路

#### アメリカ国道
- アメリカ国道278号線

#### ジョージア州道
- ジョージア州道6号線
- ジョージア州道6号線産業道路
- ジョージア州道61号線
- ジョージア州道92号線
- ジョージア州道101号線
- ジョージア州道113号線
- ジョージア州道120号線
- ジョージア州道120号線接続路
- ジョージア州道360号線

### 隣接する郡
- バートウ郡 - 北
- コブ郡 - 東
- ダグラス郡 - 南東
- キャロル郡 - 南
- ハラルソン郡 - 南西
- ポーク郡 - 西

## 人口動態
以下は2000年国勢調査による人口統計データである。
| 基礎データ - 人口: 81,678人 - 世帯数: 28,089 世帯 - 家族数: 22,892 家族 - 人口密度: 101人/km2（261人/mi2） - 住居数: 29,274軒 - 住居密度: 36軒/km2（93軒/mi2） 人種別人口構成 - 白人: 90.59% - アフリカン・アメリカン: 6.96% - ネイティブ・アメリカン: 0.30% - アジア人: 0.40% - 太平洋諸島系: 0.03% - その他の人種: 0.57% - 混血: 1.16% - ヒスパニック・ラテン系: 1.71% 年齢別人口構成 - 18歳未満: 30.7% - 18-24歳: 7.6% - 25-44歳: 38.4% - 45-64歳: 17.4% - 65歳以上: 5.9% - 年齢の中央値: 31歳 - 性比（女性100人あたり男性の人口） - 総人口: 100.2 - 18歳以上: 96.8 | 世帯と家族（対世帯数） - 18歳未満の子供がいる: 46.2% - 結婚・同居している夫婦: 68.3% - 未婚・離婚・死別女性が世帯主: 9.0% - 非家族世帯: 18.5% - 単身世帯: 14.6% - 65歳以上の老人1人暮らし: 3.8% - 平均構成人数 - 世帯: 2.89人 - 家族: 3.20人 収入と家計 - 収入の中央値 - 世帯: 52,161米ドル - 家族: 56,039米ドル - 性別 - 男性: 38,637米ドル - 女性: 27,341米ドル - 人口1人あたり収入: 19,974米ドル - 貧困線以下 - 対人口: 5.5% - 対家族数: 4.0% - 18歳未満: 5.6% - 65歳以上: 9.5% |

2007年の統計では国内第7位、州内第2位の成長速度が高い郡だった。アトランタ大都市圏でも第2位だった。

## レクリエーション
- シルバー・コメット・トレイル[3]
- ホワイトオーク公園
- ベン・ヒル・ストリックランド公園
- テイラー農場公園とレクリエーション
- バーント・ヒッコリー公園
- ユニオン公園

## 都市と町
- ダラス - 郡庁所在地
- ブラスウェル
- ハイラム
- ニューホープ
- パウダースプリングス

## 著名な出身者
- レイ・トレイラー、プロレスラー、元WWEのスーパースター
- ザック・ウィーラー、メジャーリーグベースボール選手、ニューヨーク・メッツ